# Melrose Place
Melrose Place ist eine US-amerikanische Jugendserie, die von 1992 bis 1999 lief und von Aaron Spelling und Darren Star produziert wurde. In Deutschland wurde sie von RTL ausgestrahlt.

## Hintergrund
Gestartet ist Melrose Place als Ableger von Spellings Erfolgsserie Beverly Hills, 90210. Den Handlungsübergang zur Serie bildet die Beziehung der Figur Kelly Taylor aus Beverly Hills, 90210 zu Jake Hanson, die in der zweiten Staffel der Mutterserie beginnt und in der dritten Folge von Melrose Place endet.
Handlungsort ist ein Apartmentkomplex am Melrose Place in West Hollywood. Anfänglich als harmlose Serie über Twens konzipiert und in der ersten Staffel ein Flop, wurde Melrose Place nach dem Einstieg von Heather Locklear zu einer Kultserie mit riesigem Quotenerfolg. In den zum Teil äußerst bizarren Plots mussten die Bewohner zahlreiche Dramen durchleben, in denen die Affären der Protagonisten untereinander und gegenseitige Erpressung zum Alltag gehörten.
Die Produktion der Serie wurde unter anderem deswegen eingestellt, weil die Hauptdarsteller für eine Jugendserie zu alt wurden. Außerdem sanken die Einschaltquoten ab der sechsten Staffel drastisch, nachdem während der fünften Staffel gleich sechs Darsteller die Serie verlassen hatten: Laura Leighton, Josie Bissett, Grant Show, Courtney Thorne-Smith, Marcia Cross und Doug Savant.

## Ableger
Melrose Place hatte selbst einen Ableger, und zwar die Serie Models Inc. Hier spielten Amandas Mutter Hilary Michaels (gespielt von Linda Gray) und ihre Models die Hauptrollen. Sowohl Linda Gray als auch Cassidy Rae (Sarah Owens) und Stephanie Romanov (Teri Spencer) tauchten am Ende der zweiten Staffel bei Melrose Place auf. Daphne Zuniga und Grant Show wiederum spielten im Pilotfilm zu Models Inc. mit. Models Inc. brachte es in der Fernsehsaison 1994/1995 auf insgesamt 29 Episoden. 2009 gab das amerikanische Network The CW einen weiteren Ableger in Auftrag, ein Jahr nachdem auch schon die Mutterserie von Melrose Place, Beverly Hills, 90210 mit 90210 einen Ableger bekommen hatte.

## Figuren
Im Folgenden werden die wichtigsten Figuren der Serie kurz beschrieben:
Michael Mancini (gespielt von Thomas Calabro) ist Arzt am Wilshire Memorial Hospital. Er ist der Fiesling der Serie und bei den anderen Melrose-Bewohnern nicht sehr beliebt. Michael ist zwar intrigant, aber nicht besonders clever. Daher erreicht er nur selten seine Ziele, und mit seinen zahlreichen Intrigen schadet er häufig bloß sich selbst. Unter anderem hatte er eine Affäre mit Sydney, der Schwester seiner ersten Ehefrau.
Amanda Woodward (gespielt von Heather Locklear) ist eine knallharte Karrierefrau. Sie ist zunächst Vizepräsidentin und später Präsidentin der Werbeagentur D & D Advertising. Weil ihr damaliger Ehemann sie missbraucht hat, floh sie eines Tages nach Los Angeles. Sie gilt als biestig, intrigant und egozentrisch. Um ihre Ziele zu erreichen, ist ihr jede List recht. Bei den Frauen recht unbeliebt, hat sie bei den Männern doch viele Verehrer. Weil sie in erster Linie immer an ihre Karriere denkt und alles andere zweitrangig ist, halten ihre Beziehungen meist nicht lange.
Wilhelm Campbell (gespielt von Andrew Shue), genannt Billy, wollte eigentlich Schriftsteller werden, landete jedoch später ebenfalls bei der Werbeagentur D & D Advertising. Billy ist ein sehr vernünftiger, nachdenklicher Mensch. Er war lange mit Alison zusammen, jedoch kam es zur Trennung, nachdem sie ihn am Hochzeitstag vor dem Altar verlassen hat. In Sachen Frauen lässt Billy nichts anbrennen. Weil er insgeheim weiterhin Alison liebt, scheitern seine Beziehungen und sogar eine Ehe nach kurzer Zeit.
Jane Andrews Mancini (gespielt von Josie Bissett) ist eine durchschnittlich erfolgreiche Mode-Designerin und zu Beginn der Serie die jüngste Bewohnerin des Apartmenthauses. Sie gilt als sehr selbstbewusst und ist bei den anderen Bewohnern beliebt. Sie liegt mit ihrer Schwester Sydney ständig im Streit. Weil Jane das Lieblingskind in der Familie war, fühlte sich Sydney vernachlässigt. In Notsituationen sind die beiden aber stets füreinander da.
Alison Parker (gespielt von Courtney Thorne-Smith) arbeitet zunächst als Telefonistin und später als Werbemanagerin bei D & D Advertising und ist aufgrund ihres ruhigen und freundlichen Wesens bei den anderen Melrose-Bewohnern sehr beliebt. Mit Männern hat sie nicht besonders viel Glück, da sie extrem bindungsscheu ist. Zweimal hat sie kurz vor ihrer Hochzeit einen Rückzieher gemacht. Alison war am Anfang der Serie mit Billy liiert, der ihre große Liebe war und den sie nie ganz vergessen konnte. Nach der Trennung von Billy begann sie zu trinken und wurde Alkoholikerin.
Jake Hanson (gespielt von Grant Show) ist ein lässiger, kumpelhafter Typ. Er gilt als hilfsbereit, ist immerzu gut gelaunt und für jeden Spaß zu haben. Freundschaften bedeuten ihm viel. Jake hat eine Schwäche für schnelle Motorräder und hübsche Frauen. Seine Kindheit verbrachte er in äußerst ärmlichen und heruntergekommenen Verhältnissen. Zunächst arbeitete er als Motorradmechaniker, später wurde er Besitzer der Melrose-Stammkneipe Shooters.
Matt Fielding (gespielt von Doug Savant) ist ein schwuler Sozialarbeiter in einer Einrichtung für verhaltensauffällige Jugendliche. Durch Michael bekommt er später einen Job am Wilshire Memorial Hospital. Auch privat ist er sozial eingestellt, weshalb er von den anderen Bewohnern oft als „die Schulter zum Ausweinen“ angesehen wird. Matt versteht sich sogar mit Michael gut, bei Problemen helfen sie sich des Öfteren aus der Klemme. Er ist jedoch auch ein sehr sensibler Typ und hatte eine Zeit lang starke Drogenprobleme.
Sydney Andrews (gespielt von Laura Leighton) ist die jüngere Schwester von Jane. Nachdem sie ihr Studium abgebrochen hat, zieht sie nach L. A. wo sie sich mit Aushilfsjobs über Wasser hält. Kurzzeitig war sie Mitglied in einem Call-Girl-Ring, doch schon nach kurzer Zeit stellt sie fest, dass sie diese Tätigkeit mit ihrem Gewissen nicht vereinbaren kann. Sie gilt als sehr naiv, ist aber durchaus mit Vorsicht zu genießen. Sie ist unglücklich in ihren Schwager Michael verliebt und erzwingt durch Erpressung eine Affäre mit ihm.
Jo Beth Reynolds (gespielt von Daphne Zuniga) genannt Jo, arbeitet als freiberufliche Fotografin. Jo ist eine Einzelgängerin, die sich ungern in die Karten schauen lässt. Zu den anderen Melrose-Bewohnern pflegt sie einen freundschaftlichen, wenn auch eher distanzierten Kontakt. Nur bruchstückhaft erfährt man manchmal Dinge aus ihrer traumatischen Vergangenheit (Mutter starb durch Suizid, Ex-Mann war Alkoholiker). Sie war lange Zeit mit Jake zusammen.
Kimberly Shaw (gespielt von Marcia Cross) arbeitet als Ärztin im Wilshire Memorial Hospital, wo sie auch ihre große Liebe Michael Mancini kennenlernte. Kimberly hat zunächst eine heimliche Affäre mit dem verheirateten Michael, schafft es dann aber, die Ehe auseinanderzubringen. Anfangs „lediglich“ als hinterhältige Ehebrecherin dargestellt, entpuppt sie sich in späteren Folgen als gefährliche Psychopathin: Am Anfang der vierten Staffel sprengt sie den gesamten Apartmentkomplex in die Luft.

## Besetzung
| Schauspieler          | Rollenname                     | Staffel | Jahre               | Episode       | Synchronsprecher  |
| --------------------- | ------------------------------ | ------- | ------------------- | ------------- | ----------------- |
| Thomas Calabro        | Michael Mancini                | 1–7     | 1992–1999           | 1–226         | Ole Pfennig       |
| Andrew Shue           | Billy Campell                  | 1–6     | 1992–1998           | 1–198         | Niko Macoulis     |
| Heather Locklear      | Amanda Woodward                | 1–7     | 1993–1999           | 21–226        | Katrin Fröhlich   |
| Doug Savant           | Matt Fielding                  | 1–6     | 1992–1997           | 1–165         | Frank Lenart      |
| Josie Bissett         | Jane Andrews-Mancini-McBride   | 1–5 7   | 1992–1997 1998–1999 | 1–145 195–226 | Alexandra Ludwig  |
| Grant Show            | Jake Hanson                    | 1–5     | 1992–1997           | 1–164         | Philipp Moog      |
| Courtney Thorne-Smith | Alison Parker-Armstrong-Hanson | 1–5     | 1992–1997           | 1–164         | Claudia Kleiber   |
| Marcia Cross          | Kimberly Shaw-Mancini          | 1–5     | 1992–1997           | 11–157        | Gundula Liebisch  |
| Laura Leighton        | Sydney Andrews-Mancini-Field   | 1–5     | 1993–1997           | 19–164        | Solveig Duda      |
| Daphne Zuniga         | Jo Reynolds                    | 1–4     | 1992–1996           | 15–130        | Martina Duncker   |
| Vanessa A. Williams   | Rhonda Blair-Haggard           | 1       | 1992–1993           | 1–32          | Uta Zaradic       |
| Amy Locane            | Sandy-Louise Harling           | 1       | 1992                | 1–13          | Michaela Degen    |
| Jack Wagner           | Peter Burns                    | 3–7     | 1994–1999           | 70–226        | Marcus Off        |
| Kristin Davis         | Brooke Armstrong-Campell       | 3–4     | 1995–1996           | 87–118        | Scarlet Cavadenti |
| Brooke Langton        | Samantha Reilly-Campell        | 4–6     | 1996–1998           | 128–198       | Jennifer Böttcher |
| Rob Estes             | Kyle McBride                   | 5–7     | 1996–1999           | 131–226       | Frank Röth        |
| Kelly Rutherford      | Megan Lewis-Mancini-McBride    | 5–7     | 1996–1999           | 135–226       | Ute Brankatsch    |
| Lisa Rinna            | Taylor Davis-McBride           | 5–6     | 1996–1998           | 131–198       | Claudia Lössl     |
| Alyssa Milano         | Jennifer Mancini               | 5–6     | 1997–1998           | 158–198       | Julia Haacke      |
| David Charvet         | Craig Field                    | 5–6     | 1996–1998           | 135–181       | Florian Halm      |
| Jamie Luner           | Lexi Sterling                  | 6–7     | 1997–1999           | 168–226       | Katrin Zimmermann |
| Linden Ashby          | Brett Cooper                   | 6       | 1997–1998           | 165–198       | Manfred Trilling  |
| John Haymes Newton    | Ryan McBride                   | 7       | 1998–1999           | 199–226       | Stephan Rabow     |

## Trivia
- Die beiden Hauptdarsteller Doug Savant und Marcia Cross spielten auch in Desperate Housewives zusammen.
- Rob Estes spielte neun Jahre nach der Einstellung in 90210, dem zweiten Spin-off zur Originalserie, als „Harry Wilson“ mit.
- Thomas Calabro war der einzige Schauspieler, der in allen 226 Folgen der Serie auftrat. Er führte auch bei vier Folgen Regie.